# Grady Memorial Hospital
Le Grady Memorial Hospital, souvent appelé Grady Hospital ou simplement Grady, est le plus grand hôpital de l'État de la Géorgie et l'hôpital public de la ville d'Atlanta.
Il est le cinquième plus grand hôpital public des États-Unis, ainsi que l'un des principaux hôpitaux du pays spécialisés en traumatologie.
Situé en centre ville à côté du campus de l'université d'État de Géorgie, il est nommé d'après Henry W. Grady (en).